# The Madcap Laughs
The Madcap Laughs (с англ. — «Сумасброд смеётся») — первый сольный альбом Сида Барретта после ухода из Pink Floyd. Записан в студии «Эбби-Роуд» и выпущен 3 января 1970 года. Альбом первоначально был издан Harvest Records в Великобритании и Capitol Records в США. Занял 40-е место в хит-параде Великобритании.

## История альбома
Название альбома было взято из строчки «The madcap laughed at the man on the border» из песни «Octopus» — седьмой композиции на альбоме. Сначала в записи Сиду помогали друзья из группы Soft Machine, однако причуды Сида, которые ранее вывели из себя всех участников Pink Floyd и привели к его изгнанию, достали и их. В результате альбом был дописан при помощи Роджера Уотерса и Дэвида Гилмора. Дизайном альбома занималась студия Hipgnosis Сторма Торгерсона. В октябре Малькольм Джонс зашёл в квартиру Сида, чтобы сделать фото для обложки альбома. Зайдя внутрь, он удивился: «В ожидании фотосъёмки Сид раскрасил пол квартиры в оранжевый и пурпурный цвета. До того времени пол был некрашеным; на нём были свалены пожитки Сида: стереосистема, гитара, подушки, книги и рисунки. Сид был вполне удовлетворён своей работой и, должен заметить, все это удачно вписывалось в интерьер для предстоящей съёмки».

## Список композиций
1. «Terrapin» — 5:04
2. «No Good Trying» — 3:26
3. «Love You» — 2:30
4. «No Man’s Land» — 3:03
5. «Dark Globe» — 2:02
6. «Here I Go» — 3:11
7. «Octopus» — 3:46
8. «Golden Hair» — 1:59
9. «Long Gone» — 2:50
10. «She Took a Long Cold Look» — 1:55
11. «Feel» — 2:17
12. «If It’s in You» — 2:26
13. «Late Night» — 3:11

Бонус-треки 
1. «Octopus (Takes 1 & 2)» — 3:09
2. «It’s No Good Trying (Take 5)» — 6:22
3. «Love You (Take 1)» — 2:28
4. «Love You (Take 3)» — 2:11
5. «She Took a Long Cold Look at Me (Take 4)» — 2:44
6. «Golden Hair (Take 5)» — 2:28

## Участники записи
- Сид Барретт — гитара, вокал;
- Дэвид Гилмор — бас-гитара, гитара;
- Роджер Уотерс — бас-гитара;
- Хью Хоппер — бас-гитара;
- Майк Ратледж — клавишные;
- Роберт Уайатт — ударные;
- Джон Уилсон[англ.] — ударные;
- Считается также, что Рик Райт играет на органе в «Golden Hair».

## Позиции в хит-парадах
Еженедельные чарты:
| Хит-парад (1970)                 | Высшая позиция | Продолжительность пребывания |
| -------------------------------- | -------------- | ---------------------------- |
| Великобритания (UK Albums Chart) | 40             | 1 неделя                     |